# 海岸侵蝕

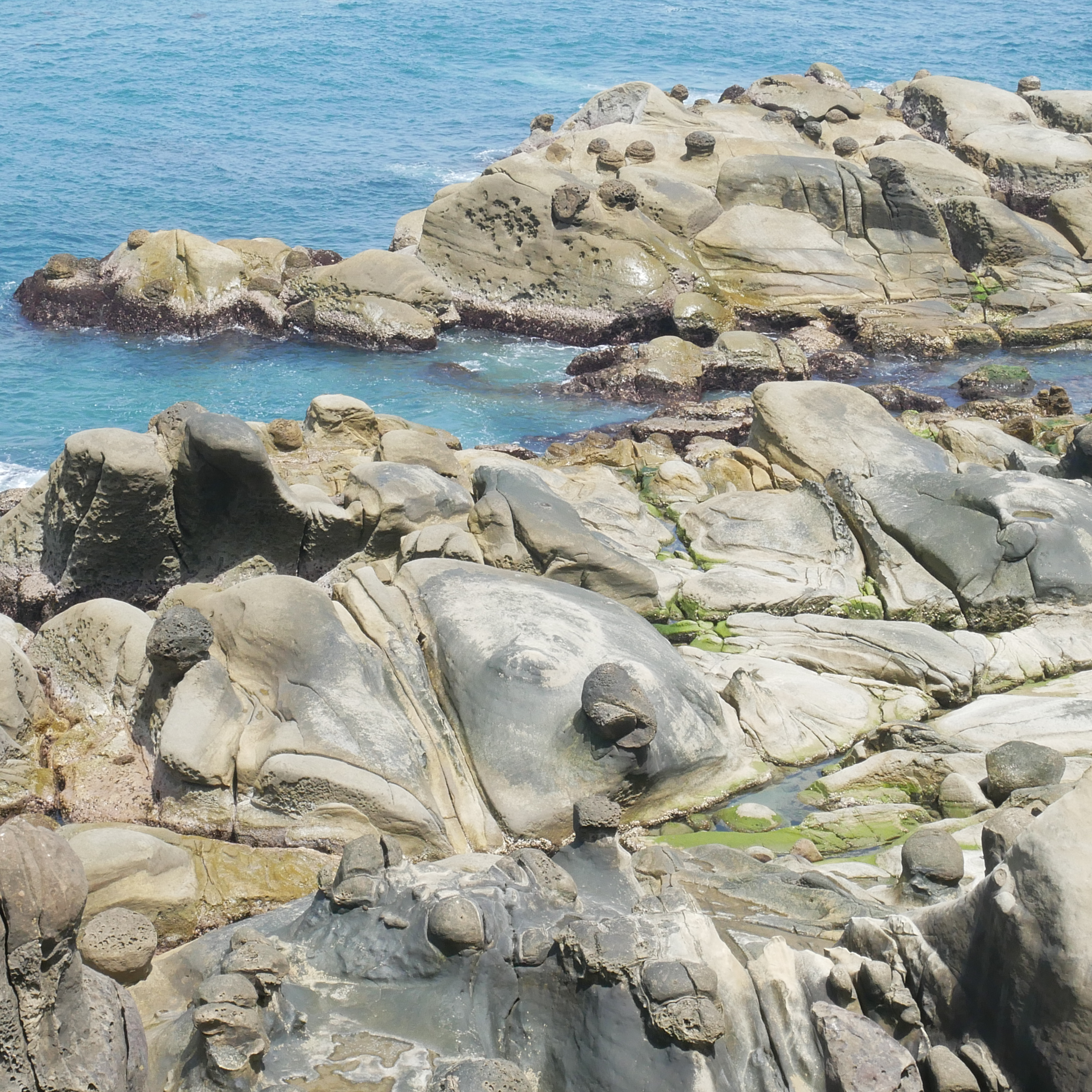
基隆市社寮的海蝕溝

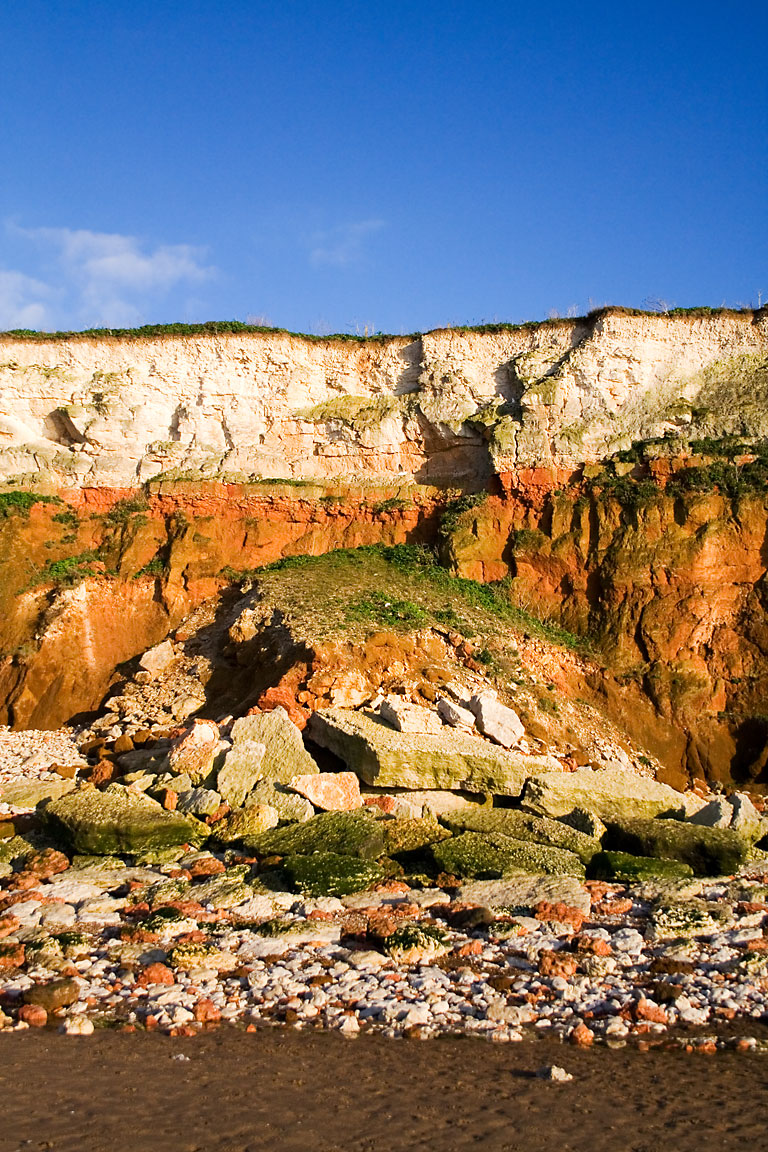
重度海岸侵蝕案例：英格蘭東部諾福克郡亨斯坦頓的海岸懸崖因而坍塌。

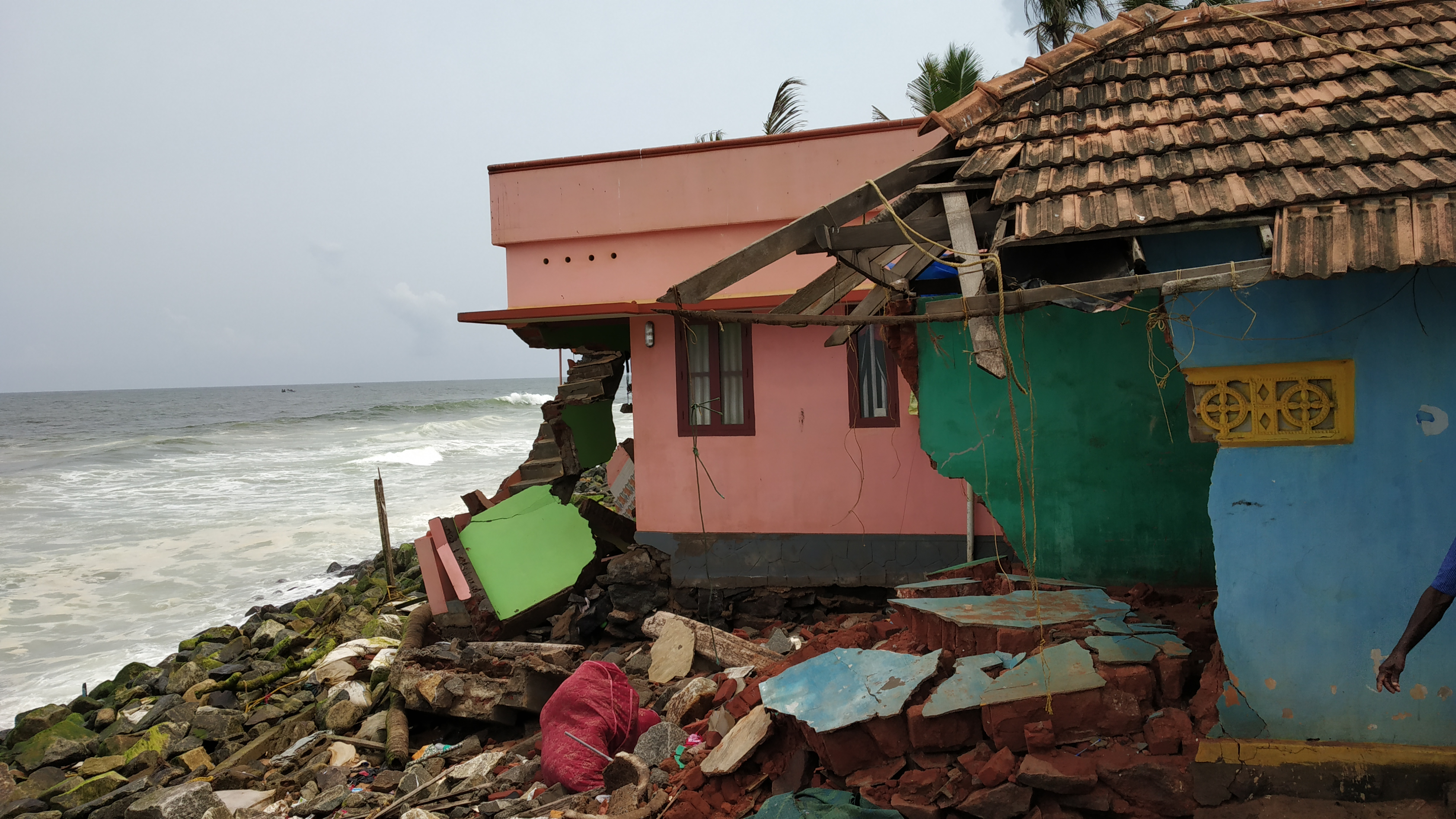
印度喀拉拉邦首府提魯瓦南塔普拉姆的主要港口Valiyathura，其附近的海岸侵蝕案例。

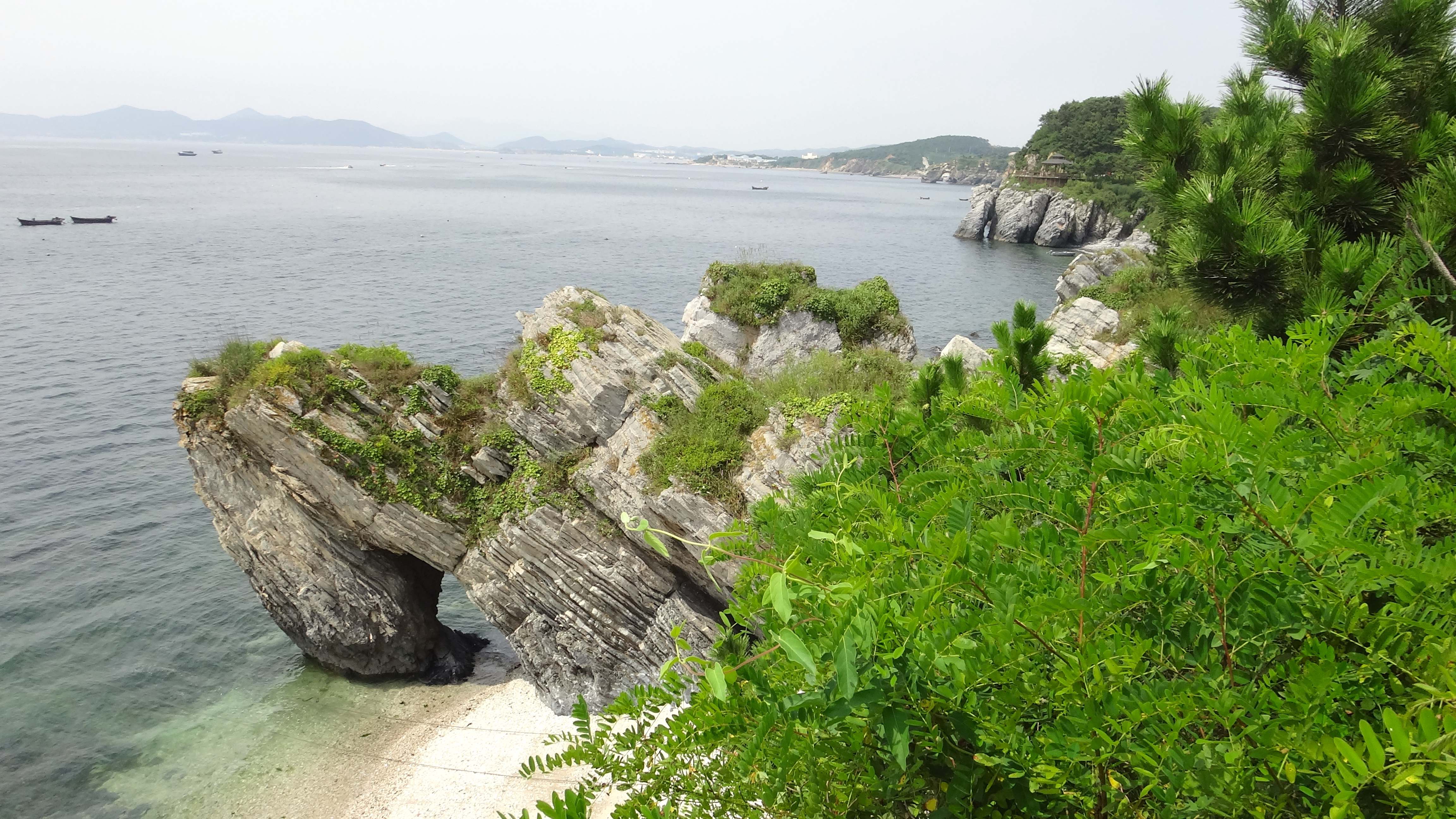
中國遼寧省大連市金石灘（地質公園）海邊，一處海崖受侵蝕後，被取名為"蟹将出洞" 。

海岸侵蝕（英語：Coastal erosion）指的是由於波濤、洋流、潮汐、受風驅動的海水、浮冰或其他如風暴影響產生的作用，導致沿岸的土地損失或移位，或沉積物和岩石經歷漫長時間後遭到移除。海岸線往陸地方向的退縮可經由潮汐、季節和其他短期循環過程的時間尺度來測量和描述。導致海岸侵蝕的作用包括有風和水，以及其他自然或非自然力的水力作用、磨損、衝擊和腐蝕。
在原本非岩石海岸，海岸侵蝕會導致位於其下具有不同抗侵蝕能力的岩層或斷裂帶區域外露。較軟區域受侵蝕的速度比較硬的區域要快，侵蝕後通常會形成像隧道、橋、柱等的地貌。海岸通常會隨時間演進而變得平坦。較軟的區域充滿由堅硬區域侵蝕而來的沉積物，岩層會因侵蝕而消失。侵蝕通常發生在有強風、鬆散沙粒和軟岩石的地區。無數具有鋒利邊緣的沙粒，經風吹動後會發揮如噴砂的效果。這種效果有助於侵蝕、磨平和拋光岩石。侵蝕的定義是經由鬆動的岩石或沙粒的機械作用對岩石表面進行摩擦而達到逐步侵蝕的結果。
據聯合國政府間氣候變化專門委員會（IPCC）稱，氣候變化所引起的海平面上升將會加劇全球海岸侵蝕，把海岸和低窪沿海地區的地貌作顯著的改變。

## 發生過程

### 水力作用
當波浪沖擊懸崖面並壓縮其上裂縫中的空氣時，就會發生水力作用。由此可對周圍的岩石施加壓力，並逐漸加以破碎並將碎片移除。隨著時間演進，裂縫擴大，有時會形成洞穴。碎片沉入海床後，會進一步受到波浪所導致的作用。
破壞性波濤通過四個主要過程進行侵蝕：水力作用、壓縮、磨損和磨擦作用,
，另外也有溶解與腐蝕的作用。

### 摩擦作用
磨擦作用指的是當波浪導致鬆散的岩石碎片（岩屑堆）之間相互碰撞、研磨和碎裂，逐漸分解得更小、更光滑和形狀更呈圓形。岩石碎片還會與懸崖面的底部碰撞，而導致小塊岩石剝落（磨蝕），作用宛如使用砂紙打磨。

### 溶解
溶解指的是海水中所含的酸把某些類型的岩石（例如白堊岩或石灰石）溶解的過程。

### 磨損
當海浪沖擊懸崖表面並逐漸將其侵蝕時，就會發生磨損（也可用磨蝕（corrasion）表示）。當海水撞擊懸崖面時，還會攜帶經波浪作用產生的碎石來撞擊和破碎較高處的懸崖面，如此產生的碎石又再投入進行磨損。

### 腐蝕
當海水中任何低於pH值的成分進行腐蝕懸崖面上的岩石時，就會發生腐蝕或溶解/化學風化作用。 pH值稍高的石灰岩懸崖面尤其容易受到這種影響。波浪作用還會把受侵蝕的部分沖走，而提升侵蝕速率。

## 影響侵蝕率的因素

### 主要因素
波濤引起懸崖面侵蝕作用的程度取決於許多因素。
臨海岩石的硬度（或相反的，可蝕性）受岩石本身強度，以及其縫隙，是否有非粘性材料（例如淤泥和細砂）堆存的控制。
懸崖面剝離碎片從潮間帶移除的速度取決於穿過海灘波濤的力量。這種能量必須達到臨界水平才能將物質從碎片堆中沖走。碎片堆可能會非常穩定，需要很多年才會完全消失。
潮間帶有消除波浪能的作用，為在其後的土地提供一定程度的保護。
當潮間帶趨於穩定（抗具沖刷能力）之後，就會變寬，更能有效消散波浪能量，導致越來越少的波浪能超越。當有更多物質進入懸崖下方的潮間帶，有助於確保海灘的穩定。
鄰近的水深程度（海底構造）對抵達海岸的波浪能具有控制作用，而對懸崖面侵蝕的速度產生重要影響。沙洲和沙壩可讓波濤在抵達海岸之前破裂，消散其能量而達到防止侵蝕的效果。鑑於海底的動態性質可引發沙洲和沙壩位置產生變化，因而可導致沿岸海灘或懸崖的受侵蝕位置發生變化。
全球海平面上升會對於海岸侵蝕產生極大影響。美國東岸的海岸侵蝕嚴重加劇。佛羅里達州等地有海岸侵蝕增加的趨勢。佛羅里達州及其各個縣區須增加預算，為受侵蝕的沙灘補充沙，以吸引遊客前往旅遊，支撐其產值達到數十億美元的旅遊業。

海岸侵蝕
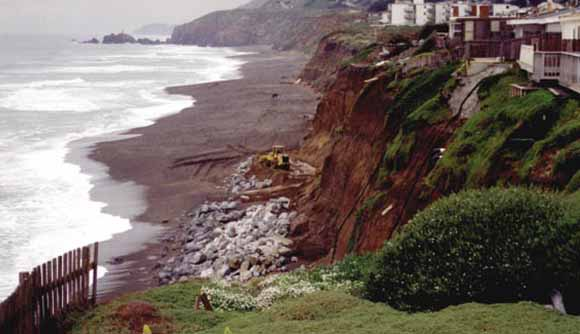
加利福尼亞州帕西菲卡海岸受1997年大型風暴侵襲（記錄為受強大聖嬰現象的影響），遭損毀的房屋。
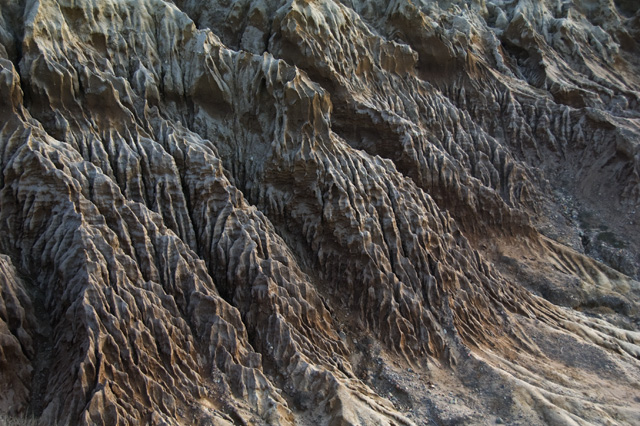
位於加利福尼亞州卡布里約國家紀念區受侵蝕的海岸。
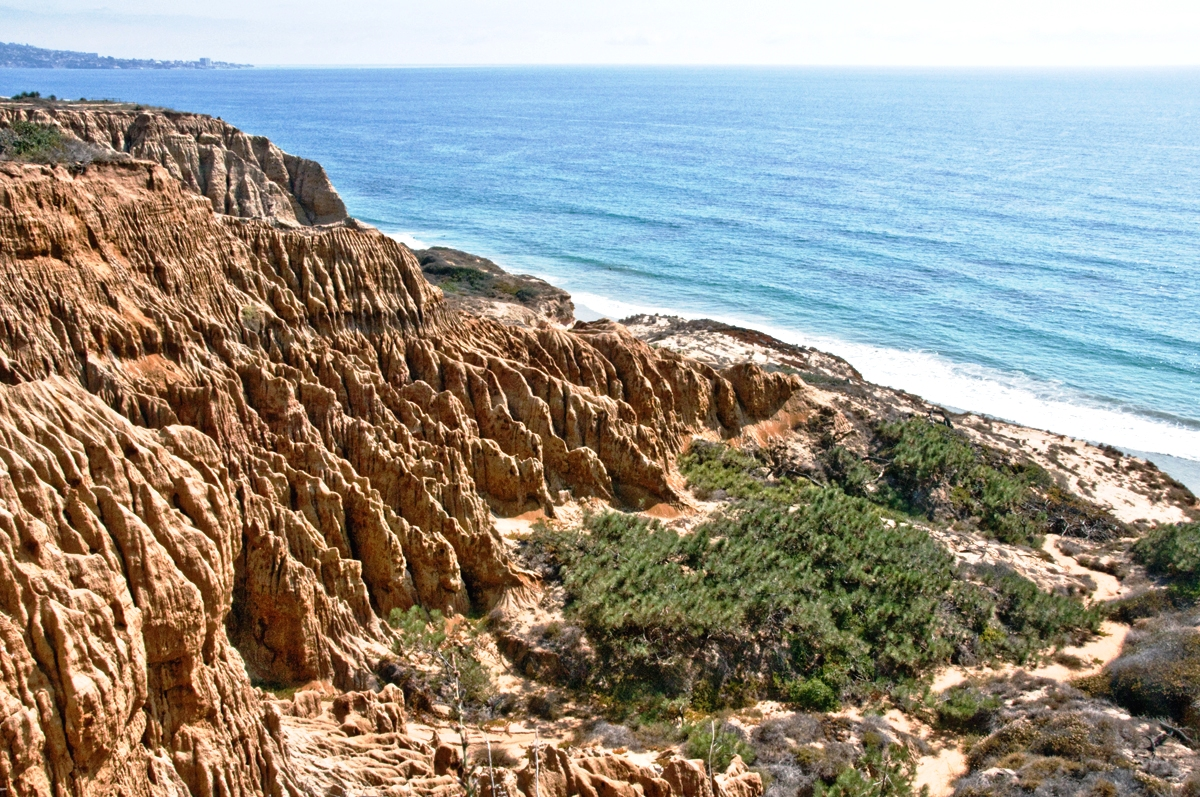
位於加利福尼亞州托利松州立自然保護區（英语：Torrey Pines State Reserve）的大規模海岸侵蝕。
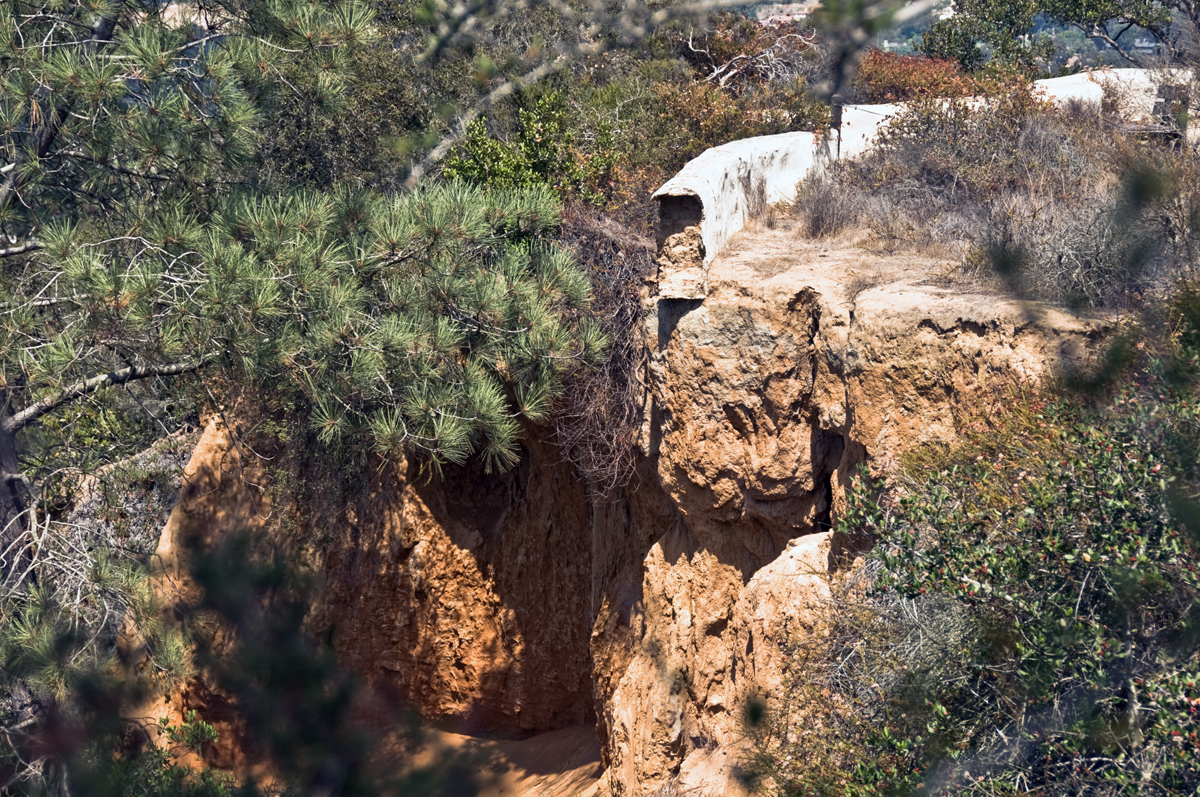
位於加利福尼亞州托利松州立自然保護區的海岸侵蝕，導致景觀瞭望區必須遷移。
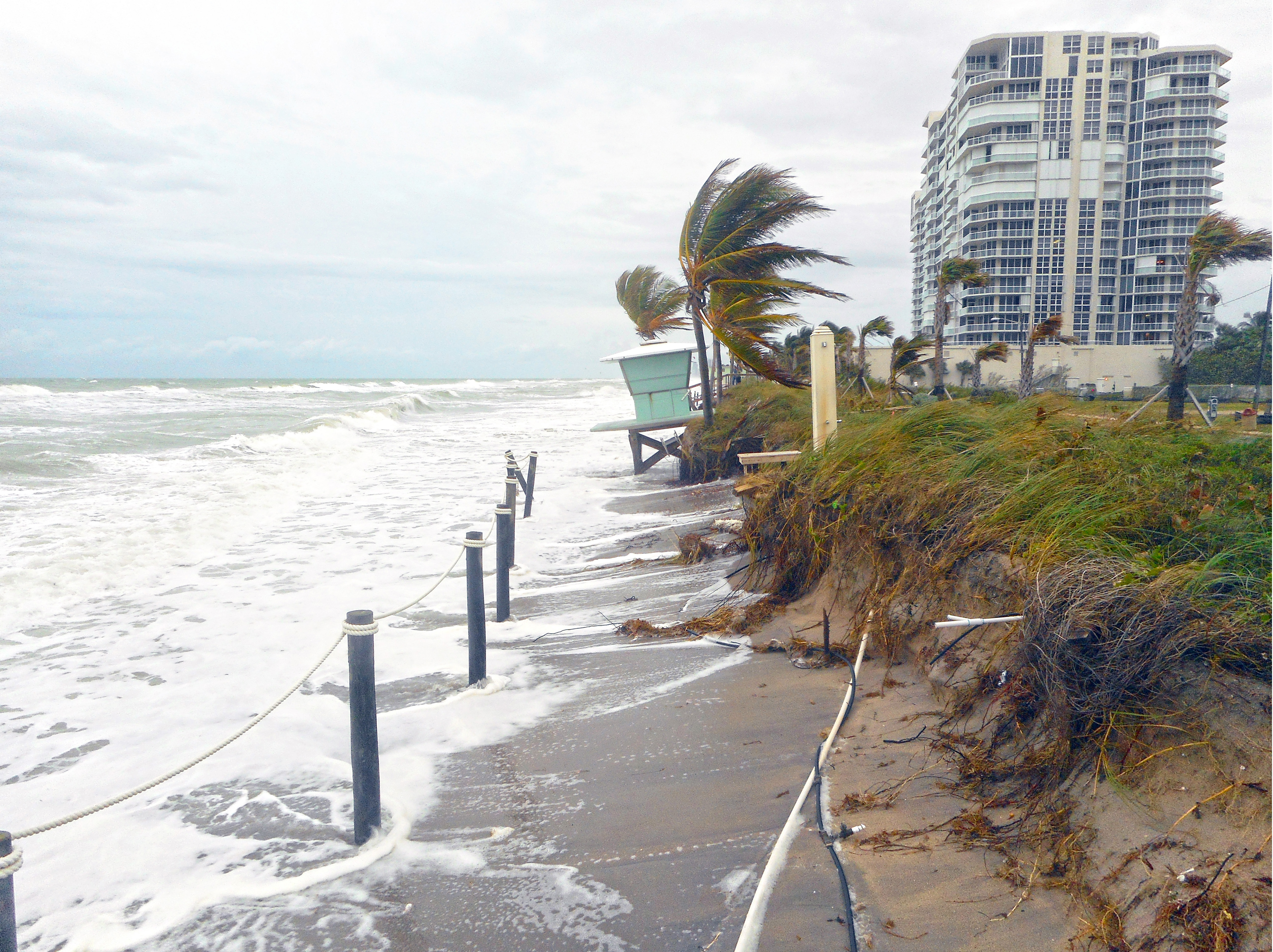
位於佛羅里達州的達尼亞灘正受到大潮（英语：king tide）的侵襲。
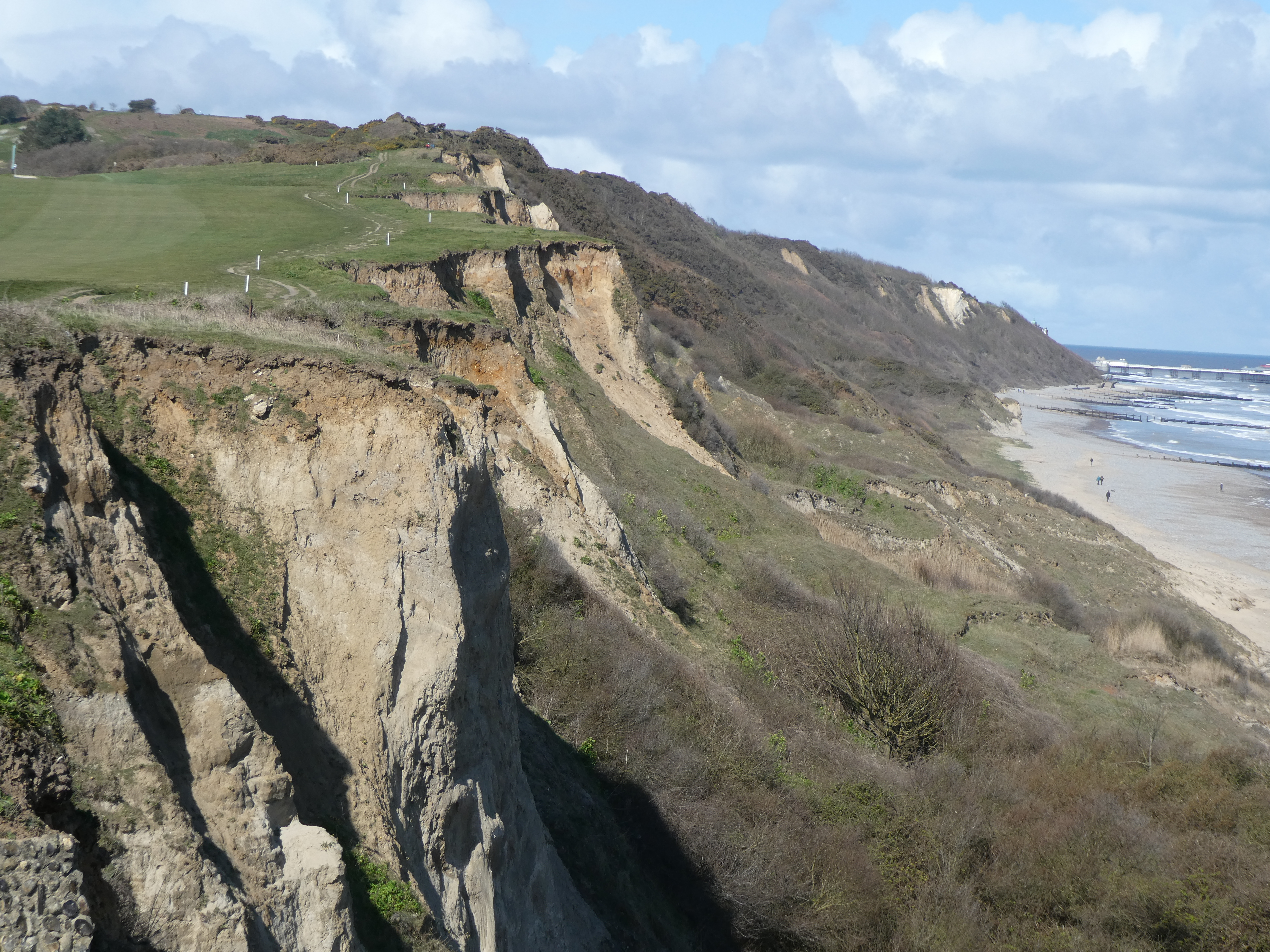
位於英國諾福克郡克羅默的東盎格利亞北海海岸懸崖尤其容易受到海岸侵蝕的影響，當地有不動產受到摧毀，或是被迫遷移。

### 次要因素
- 風化和斜坡形成過程[9]
- 邊坡水文
- 植被
- 懸崖底部侵蝕
- 懸崖底部沉積物堆積
- 懸崖底部沉積物對磨損和移動的抵抗力
- 人類活動

### 第三因素
- 資源開採
- 海岸管理

## 控制方法
控制海岸侵蝕方法的常見方式有三種：軟式侵蝕控制、硬式侵蝕控制以及遷移。

### 硬式侵蝕控制

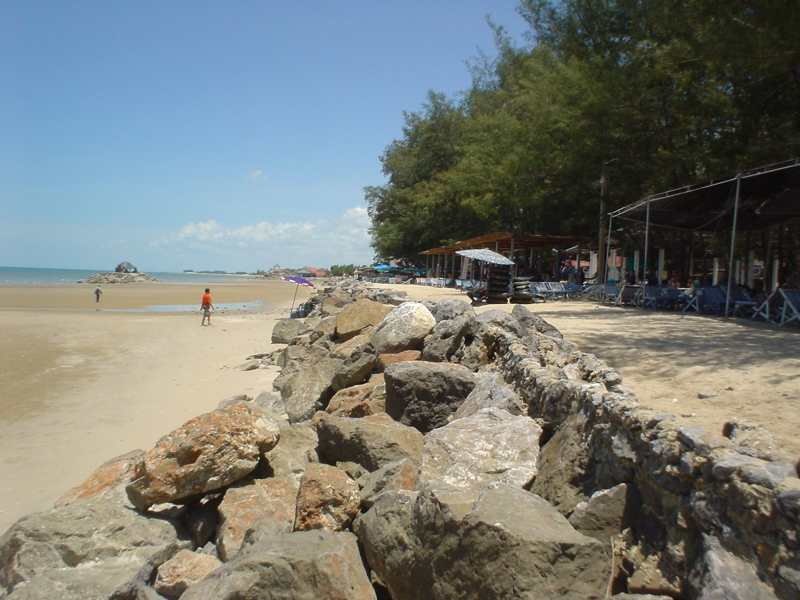
位於泰國碧武里府的一處典型海堤。

硬式侵蝕控制方法提供的是比軟式的更持久的解決方案。例如海堤和縱向防波堤即為半永久性的基礎設施（結構無可避免會有正常磨損，必須定期翻新或是重建）。估計海堤的平均壽命為50-100年，縱向防波堤的平均壽命為30-40年。由於這類結構具有相對持久性，會讓人們認為可成為解決侵蝕的解決方案。但海堤會剝奪公眾進入海灘的機會，並把海灘的自然狀態大幅改變。縱向防波堤會有大幅改變海灘自然狀態的作用。有些人聲稱其會把重複執行海灘復原項目的期限縮短。對縱向海堤的其他批評是成本昂貴、難以維護，而如果建造不當，反會對海灘造成進一步破壞。當我們對硬式侵蝕控制的了解更多，幾乎可確定的是這些結構性解決方案造成的問題比其解決的會更多 - 它們會干擾自然水流、防止沙順沿海岸移動、具有高昂的建造和維護成本、容易造成鄰近海灘和沙丘的侵蝕，以及無意中將暴雨水及海浪轉移到其他物業中。
自然形式的硬式侵蝕控制包括種植或維護原生植被，例如紅樹林和珊瑚礁。

### 軟式侵蝕控制

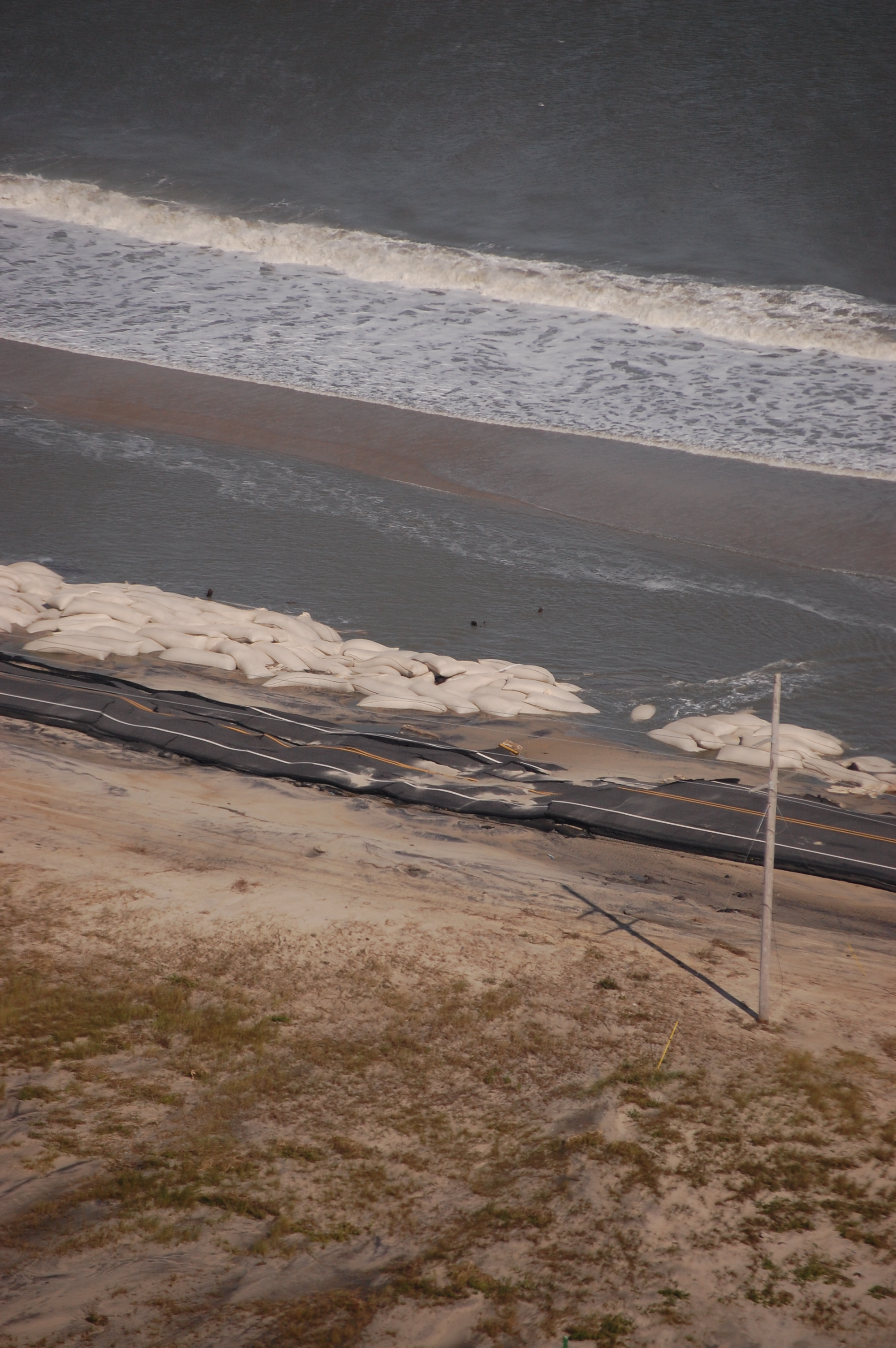
於2012年颶風珊迪來襲前堆放在美國東海岸一處海灘，用來抵禦海水侵襲的沙袋。

軟式侵蝕控制方法指的是減緩侵蝕影響的臨時選項。包括佈置沙袋和海灘復原，並非長期解決方案或是永久解決方案。 另外的方法是海灘刮平或是海灘推土 - 在建築物前面建造人工沙丘或作為保護建物地基的手段。但美國聯邦政府頒佈命令，暫停在海龜築巢季節（每年5月1日至11月15日）期間進行海灘推土活動。軟式侵蝕控制最常見的方法之一是海灘復原項目。這些項目依賴由別處掘取沙，而後送往海灘作為補充因侵蝕而流失沙的手段。海灘復原在某些情況下並非合適的控制侵蝕措施（例如在流沙或經常出現大風暴的地區）。所謂動態護岸是鋪設鬆散的鵝卵石來模仿自然風暴海灘的功能，可用於經常遭受高能量浪濤衝擊的開放式海岸線，作為一種侵蝕控制方案。
海灘復原在經歷多年後已成為一項十分有爭議性的海岸保護措施：它有可能會對多種自然資源產生負面影響。這類項目的一些大型問題是必須遵守各種複雜的法律和法規，以及涉及的高昂費用。為海灘上添加沙，並不表示它就會留在那裡。有些社區會反復引入大量沙，但一場大風暴就會將其完全沖走。雖然有這樣的問題，許多社區仍經常進行這種做法。美國陸軍工兵部隊於最近強調需要構建出一系列全新的海岸侵蝕解決方案，而非只做結構性的解決。可能的解決方案包括種植原生植被、濕地保護和復育，以及將某些建物和破碎殘留物遷移或是清除。

### 活力海岸線
運用植被作為海岸侵蝕解決方案被稱為"活力海岸線"。這種做法用到植物和其他自然元素。人們發現這類海岸線更能抵禦風暴、改善水質、增加生物多樣性，並提供魚類棲息地。草沼和牡蠣礁是可用於活力海岸線的例子，它們是天然屏障，可阻擋波浪侵襲。往內陸延伸達十五英尺的草沼可把侵入波浪能量的百分之五十吸收掉。 

### 遷移
將基礎設施遷移到遠離海岸的地方也是種選擇。重建時把絕對及相對海平面上升，以及侵蝕的自然過程均列入考慮。根據侵蝕的嚴重程度以及財產的自然景觀等因素，這種做法可能僅是向內陸做小段距離移動，但也可能是完全撤除。聯合運作（coproduction）與規劃性撤退兩者結合被提出作為一種具有環境正義的解決方案。通常公眾對"撤退"的支持率較低，但當社區確定將其建築物往內陸方向重新安置，通常他們會將所留下的土地轉為公共開放空間，或將其轉入土地信託基金以作保護。這種搬遷方式具有相當的成本效益，不但可緩衝風暴潮，保護沿海房屋和事業、降低碳和其他污染物的排放、為魚類創造棲息地、恢復開放空間和容納野生動物，並將沿海社區的文化恢復。

## 侵蝕跟蹤
風暴比正常天氣所造成的侵蝕速度會快上數百倍。可透過手動測量、光學雷達或裝在全地形車上的全球定位系統（GPS）取得的數據以進行前後比較。而如陸地衛星計畫的遙測技術則可用於大規模和為時多年的海岸侵蝕評估。

## 海岸侵蝕舉例

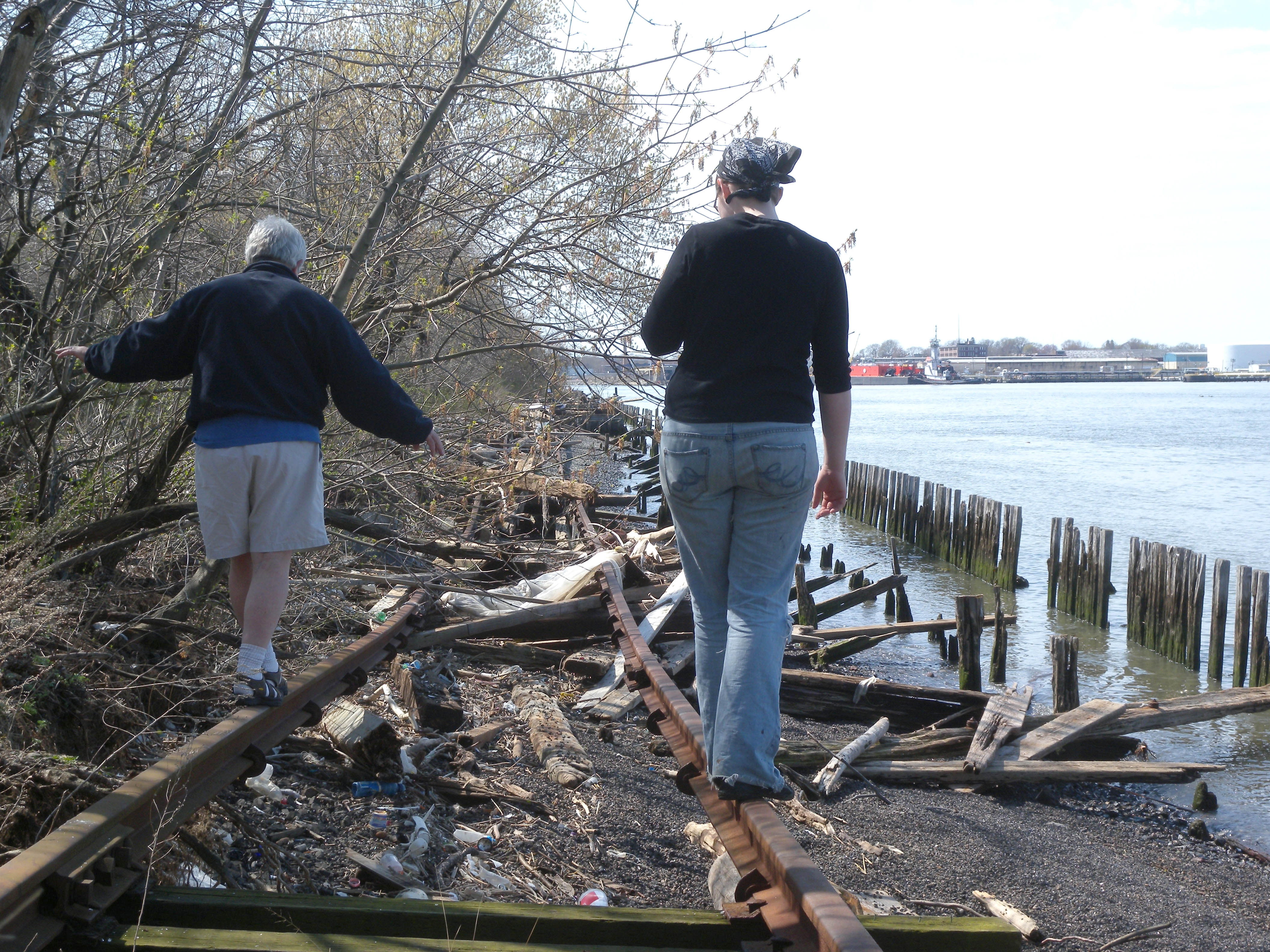
美國紐約市史泰登島鐵路，一處已廢棄的軌道受到小規模的海水侵襲。

位於澳大利亞新南威爾斯州中央海岸地區萬伯勒爾的懸崖海岸（主要由沉積物構成）因受侵蝕，導致建於懸崖之上的房屋倒塌入海。
位於英國倫敦東北部的鄧尼奇是英國於中世紀羊毛貿易重鎮，由於海水沉積物的重新分佈，導致此處於幾個世紀裡就消失不見。人類干擾也會加劇海岸侵蝕：位於英格蘭德文郡的村莊哈爾桑茲於1917年的一年之內即遭海水沖毀，直接原因是之前海灣中的板岩疏浚工程的後果。
美國加利福尼亞州海岸有柔軟的沉積岩構成的懸崖，其上往往居住有稠密的人口。由於懸崖侵蝕，經常發生房屋受損事件。在恩森那達和馬里布以北海岸的魔鬼滑梯、聖巴巴拉就經常受到影響。

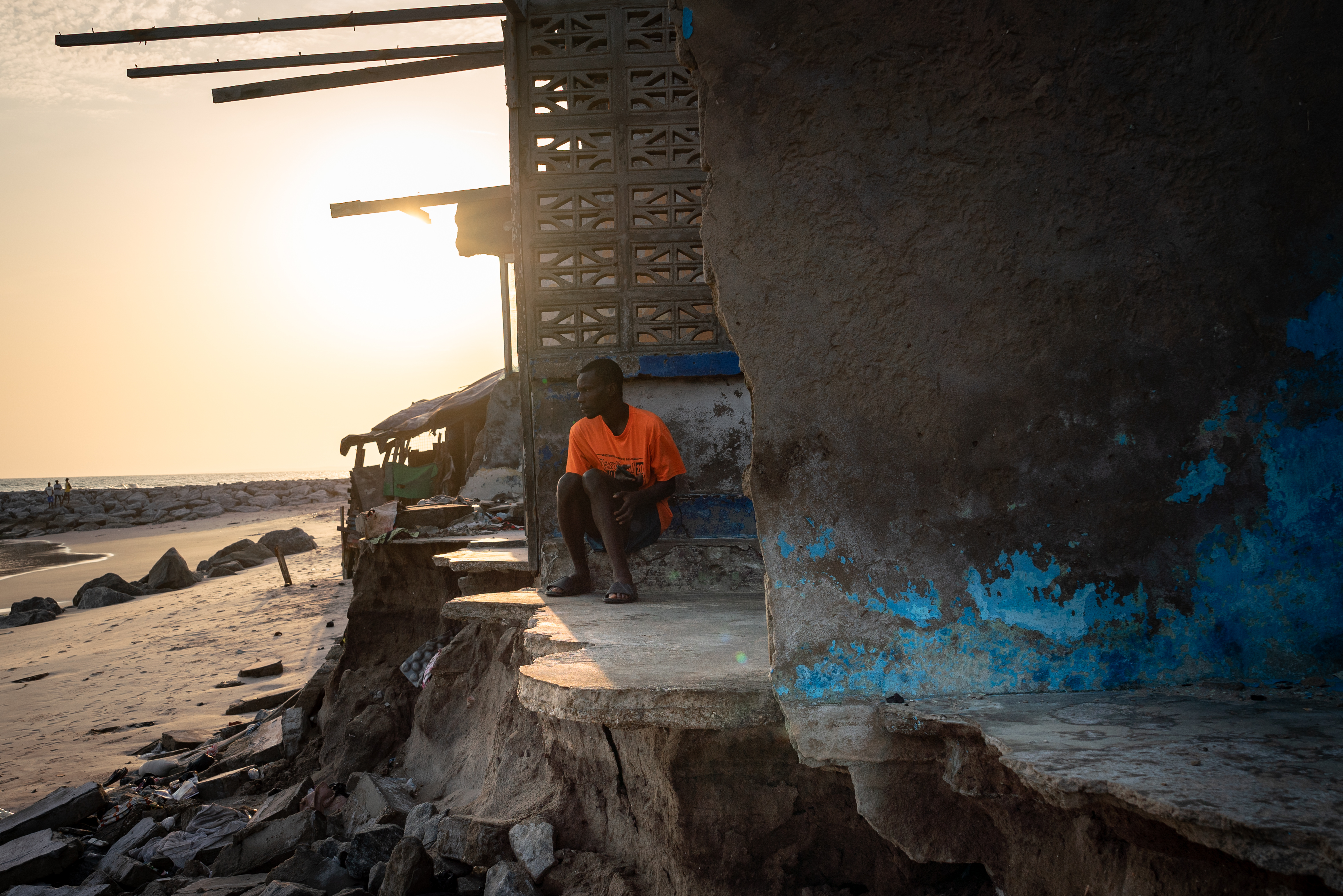
位於迦納名為Chorkor的海邊，一間被潮汐洪水（也稱Sunny day flooding）摧毀的房子。已有一些迦納海岸社區遭受此類海平面上升的影響。

英格蘭東海岸的霍爾德內斯海岸線，位於恆伯河口以北，由於當地柔軟的粘土懸崖和強大的波浪，是歐洲遭到侵蝕最快的海岸線之一。建造縱向防波堤和其他人工控制措施只會進一步加速鄰近海岸線的侵蝕 - 因為沿岸水流會剝奪海灘上的沙，導致海岸更為暴露於侵蝕作用。多佛白色懸崖也因此受到影響。
美國華盛頓州北灣的海岸線以每年超過100英尺的速度受到侵蝕，因此獲得"沖刷海灘"的綽號。舊有城鎮的大部分已經坍塌入海。據說該地是美國西岸受侵蝕最快的海岸。因採取減緩措施，在2018年已把侵蝕程度大幅放緩。
馬耳他的里卡索利堡是座建於17世紀，具有悠久歷史的堡壘，由於建在容易遭受侵蝕的岬角斷層上，目前正受到海岸侵蝕的威脅。其中一座堡壘城牆因下方的土地受到侵蝕，已經有一小部分倒塌，其他城牆也出現裂縫。

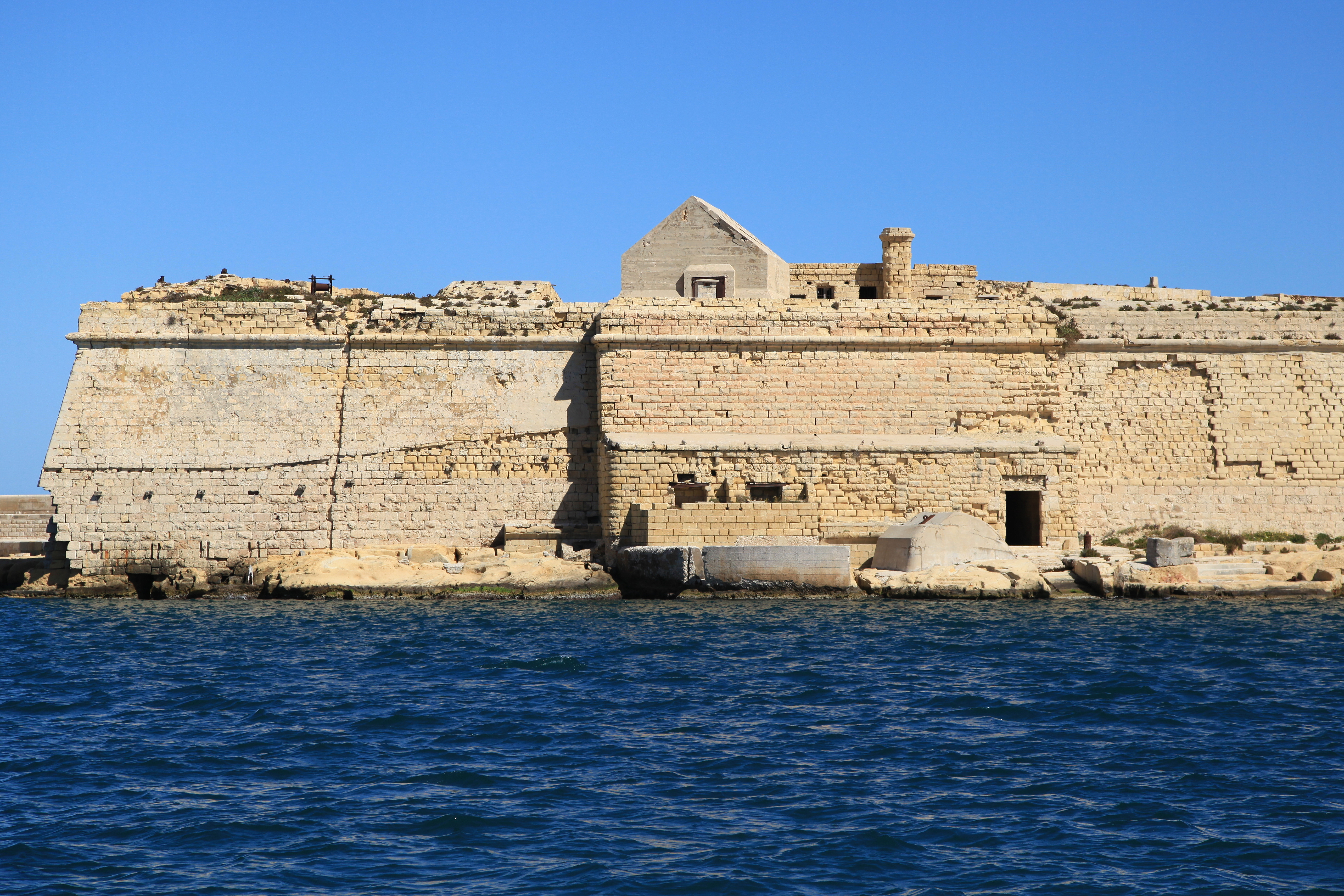
馬耳他的里卡索利堡是座具有悠久歷史的堡壘，因海岸侵蝕而露出殘破的景象。

在西班牙瓦倫西亞自治區阿利坎特省，地中海邊的埃爾坎佩略，當地有公元前一世紀從岩石中挖掘而建的的羅馬時期養魚場，本已遭到侵蝕和倒塌，但因於2017年其附近興建一休閒港灣，更讓情況惡化。
濱海漢普頓是個位於英格蘭肯特郡荷尼灣漢普頓（Hampton）地區受到淹沒的廢棄村莊，此村莊曾經因牡蠣捕撈而受到歡迎。自1800年代以來，當地就遭受海岸侵蝕的影響。最終因侵蝕和洪水而遭到淹沒的原因是最早建造的漢普頓碼頭（Hampton Pier）所造成 - 泰晤士河河口的淺水區潮汐流的漲落和流動非常強烈，這裡的潮汐水被捲入從大西洋水域經過不列顛群島北部和南部的潮汐推動的漩渦中。當地遭受如此強烈的海岸侵蝕的另一原因是風暴頻率和強度的增加。>而附近的漢普頓溪（Hampton Brook）經由石質涵洞排放入海，但經常受到海草阻擋，而在春季高潮、長期下雨及海岸風大時引發水患。這些自然事件把當地漢普頓碼頭、赫內克利夫花園、一組別墅、幾條道路和許多其他曾經位於當地的建築摧毀。
隨後當地於1899年修建海堤以保護剩餘的土地和建築物。但並沒發揮大效果：建築物持續受到侵蝕的影響。之後一場風暴，將海堤沖垮，將其後的土地淹沒，許多土地投資者因而退出。到1916年，濱海漢普頓已被完全廢棄。到1920年代，只剩幾座建築仍然矗立。如今濱海漢普頓只剩三座地標建築倖存 - 漢普頓小酒店、漢普頓碼頭和幾條道路。雖然目前的漢普頓碼頭只是原來碼頭的一小部分，但它仍然是人們釣魚的好地方。如今漢普頓小酒館（原名為Hampton Pier Inn，現名為Hampton Inn）已成為一家頗受歡迎的小酒吧，以其美味的食物和美麗的日落景色而聞名。

### 引用作品
- IPCC. Field, C. B.; Barros, V. R.; Dokken, D. J.; Mach, K. J.;  et al , 编. . Contribution of Working Group II to the Fifth Assessment Report of the Intergovernmental Panel on Climate Change. Cambridge University Press. 2014. ISBN 978-1-107-05807-1.

## 外部連結
- Sustainable coastal erosion management in Europe （页面存档备份，存于）
- . Woods Hole Oceanographic Institution.   [13 December 2019]. （原始内容存档于23 June 2011）.
- Environment Agency guide to coastal erosion （页面存档备份，存于）
- Wave Erosion
- YouTube上的Time-lapse movie of beach erosion in Australia
- Examine an example of wave erosion 的存檔，存档日期6 May 2020.
- Erosion & Flooding in the Parish of Easington 的存檔，存档日期29 April 2016.
- Some interesting teaching resources
- Examples of coastal landforms
- US Economic Costs of Coastal Erosion & Inundation NOAA Economics
- British Geological Survey coastal erosion and landslides case studies （页面存档备份，存于）
- . U.S. Climate Resilience Toolkit. New England Federal Partners.   [29 November 2021]. （原始内容存档于2020-05-07）.

### 連結圖像網頁
- Images of Coastal features （页面存档备份，存于）